# Szukri Budaszisz
Szukri Budaszisz, Chokri Boudchiche (ar. شوقي سماري; ur. 25 września 1963) – tunezyjski zapaśnik walczący w stylu wolnym. Olimpijczyk z Barcelony 1992, gdzie zajął jedenaste miejsce w kategorii 52 kg. Zdobył cztery medale na mistrzostwach Afryki, w tym trzy srebrne w: 1985 i 1989 roku.
- Turniej w Barcelonie 1992

Przegrał z Amerykaninem Zeke Jonesem i Kanadyjczykiem Christopherem Woodcroftem i odpadł z turnieju.